# ݕ
Bāʾ petit v souscrit renversé ‹ ݕ › est une lettre additionnelle de l’alphabet arabe proposée durant des ateliers organisés par l’Isesco dans les années 1980. Elle est composée d’un bāʾ ‹ ب › diacrité d’un petit v souscrit renversé au lieu du point souscrit.

## Utilisation
Cette lettre a été proposée, durant des ateliers organisés par l’Isesco dans les années 1980, pour transcrire une consonne occlusive bilabiale voisée /ɓ/, transcrite avec un b crocheté ‹ ɓ › dans l’alphabet latin.
Au Sénégal, ‹ ࢠ › fait partie des caractères coraniques harmonisés adoptés par la Direction de la promotion des langues nationales où elle représente une consonne occlusive injective bilabiale sourde /ɓ̥/.